# HGTV (Canada)
 (signalé en août 2025).
Si vous disposez d'ouvrages ou d'articles de référence ou si vous connaissez des sites web de qualité traitant du thème abordé ici, merci de compléter l'article en donnant les références utiles à sa vérifiabilité et en les liant à la section « Notes et références ».
- Archive Wikiwix
- Bing
- Cairn
- DuckDuckGo
- E. Universalis
- Gallica
- Google
- G. Books
- G. News
- G. Scholar
- Persée
- Qwant
- (zh) Baidu
- (ru) Yandex
- (wd) trouver des œuvres sur Wikidata

HGTV est une chaîne de télévision canadienne spécialisée de langue anglaise appartenant à Rogers Sports & Media, lancée le 1er janvier 2025. Il s'agit d'une déclinaison de la chaîne américaine HGTV.
La chaîne a ses origines dans la chaîne qui appartenait à Corus Entertainment sous le nom de HGTV jusqu'au 30 décembre 2024.
En juin 2024, il est annoncé que Rogers Sports & Media a acquis les droits canadiens sur toutes les marques factuelles de Warner Bros. Discovery, en conséquence, la chaîne appartenant à Corus, précédemment connue sous le nom de HGTV, a rebaptisé Home Network le 30 décembre 2024.

## Programmation
HGTV Canada diffusera la programmation à venir de la chaîne.